# 風禾公園
25°00′06″N 121°17′29″E / 25.001722°N 121.291417°E

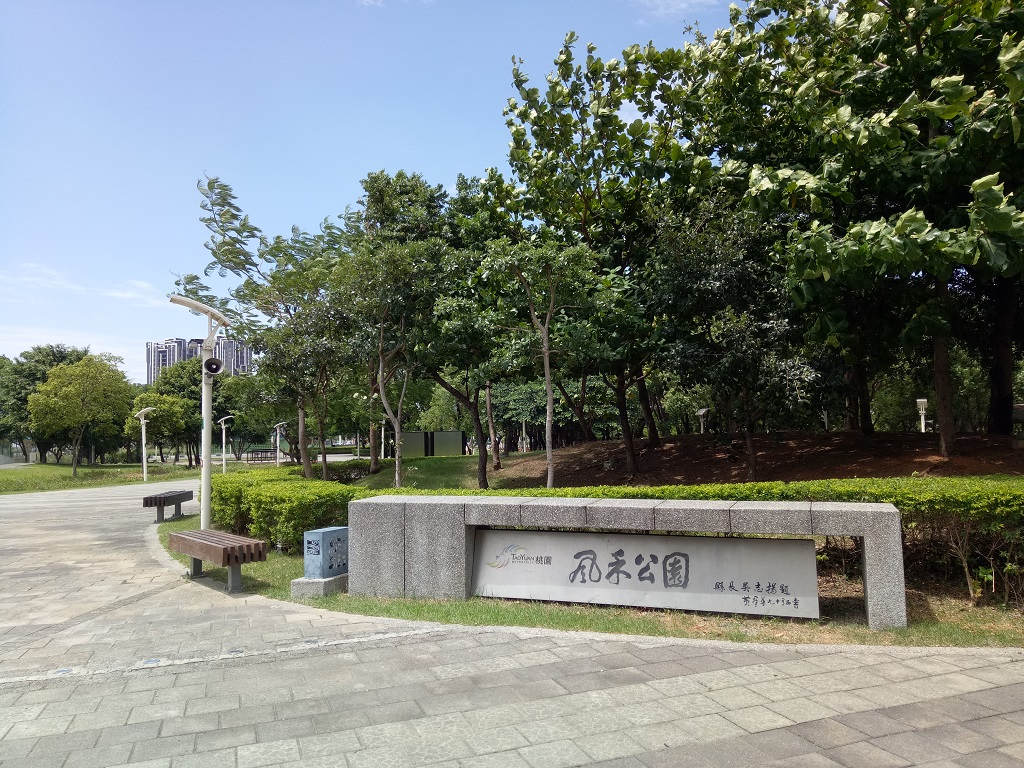
風禾公園

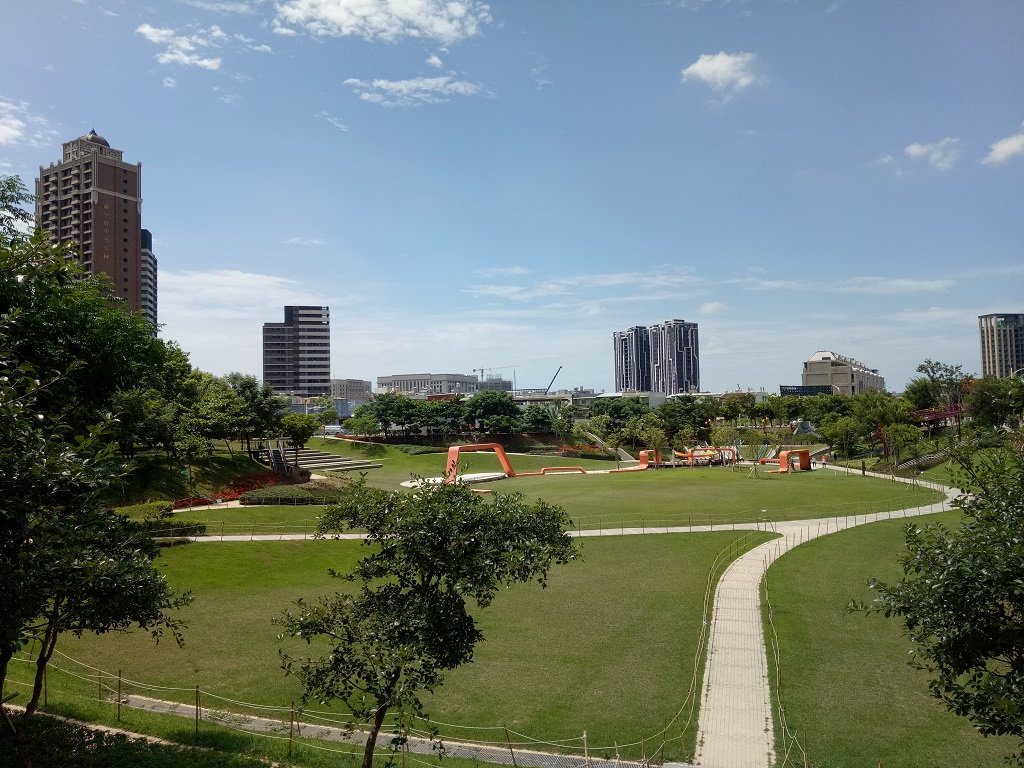
風禾公園

風禾公園是臺灣桃園市桃園區中路重劃區的一座公園，位於慈文路與文中二路口，佔地4.8公頃，結合滯洪、生態、遊憩等功能。園內有七座滑梯，還有觀景台、沙坑、鞦韆及平衡木等多項設施，包括一具高20米、長50米的大型滾輪滑梯。
風禾公園為桃園市第一處禁用空拍機的公園。